# جی. ام. ای. مک‌تاگارت
جان مک‌تاگارت الیس مک‌تاگارت (انگلیسی: J. M. E. McTaggart؛ ۳ سپتامبر ۱۸۶۶ – ۱۸ ژانویهٔ ۱۹۲۵) فیلسوف، متافیزیکدان ایدئالیست و استاد دانشگاه اهل پادشاهی متحد بریتانیای کبیر و ایرلند بود. مک‌تاگارت در بیشتر عمر خود همکار و مدرس فلسفه در کالج ترینیتی کمبریج بود.
وی همچنین برندهٔ جوایزی همچون عضو آکادمی بریتانیا شده است.
او یکی از نمایندگان فلسفه گئورگ ویلهلم فردریش هگل و از برجسته‌ترین ایدئالیست‌های بریتانیایی بود. مک‌تاگارت با مقاله «غیرواقعی بودن زمان» (۱۹۰۸) شناخته می‌شود، که در آن استدلال می‌کند که زمان غیرواقعی است. این اثر در قرن بیستم و تا قرن بیست و یکم مورد بحث قرار گرفته است.